# Religió Abakuà
Abakuá, també conegut de vegades com Ñañiguismo, és una fraternitat iniciàtica o societat secreta d'homes afrocubans, que es va originar a partir d'associacions fraternals a la regió de Cross River al sud-est de Nigèria i al sud-oest de Camerun. Ñáñigo, és el nom que reben els seus membres.
Coneguts generalment com Ekpe, Egbo, Ngbe o Ugbe entre els grups multilingües de la regió, es creia que els Ñáñigos, com es coneixen els seus membres, es podrien transformar en lleopards per perseguir els seus enemics. A l'Haití contemporani, on les societats secretes s'han mantingut fortes, una branca d'elit de l'exèrcit que es va crear per inculcar la por a les masses inquietes es va anomenar Els lleopards. Entre les venjances Ñáñigo menys místiques hi havia la capacitat de lliurar la gent a esclavistes. A l'Àfrica eren operadors notoris que havien fet negocis regulars amb beneficis amb els esclavistes.
Es creu que el terme cubà criolitzat Abakuá es refereix a l'àrea d'Abakpa al sud-est de Nigèria, on la societat era activa. Les primeres societats d'aquest tipus van ser establertes pels africans a la ciutat de Regla, l'Havana, el 1836.
Aquests grups tancats tenen tots l'emblema del lleopard, una prova de virilitat en el combat i d'autoritat política en les seves comunitats. El terme Nyànyigo també es fa servir per anomenar als membres d'aquesta organització.